# Maxime Vachier-Lagrave
Maxime Vachier-Lagrave (Nogent-sur-Marne, 21 ottobre 1990) è uno scacchista francese, Grande maestro.
Ha raggiunto il titolo di Grande Maestro nel 2005, all'età di 14 anni e 4 mesi. È stato tra i primi cinque under 20 della sua generazione, superando la quota dei 2700 punti Elo a 18 anni.
Ha vinto per tre volte il campionato francese, ha partecipato a sei Olimpiadi degli scacchi con la nazionale francese e ha preso parte al ciclo mondiale partecipando al Torneo dei candidati 2020-2021.

## Carriera

### Giovanili: Campione francese juniores a soli 13 anni
1997
Campione francese U-8 a Montluçon
1999
Campione francese U-10 a Romans-sur-Isère
2000
Campione francese U-12 a Pau
2002
Campione francese U-16 a Hyères, all'età di 11 anni.
2003

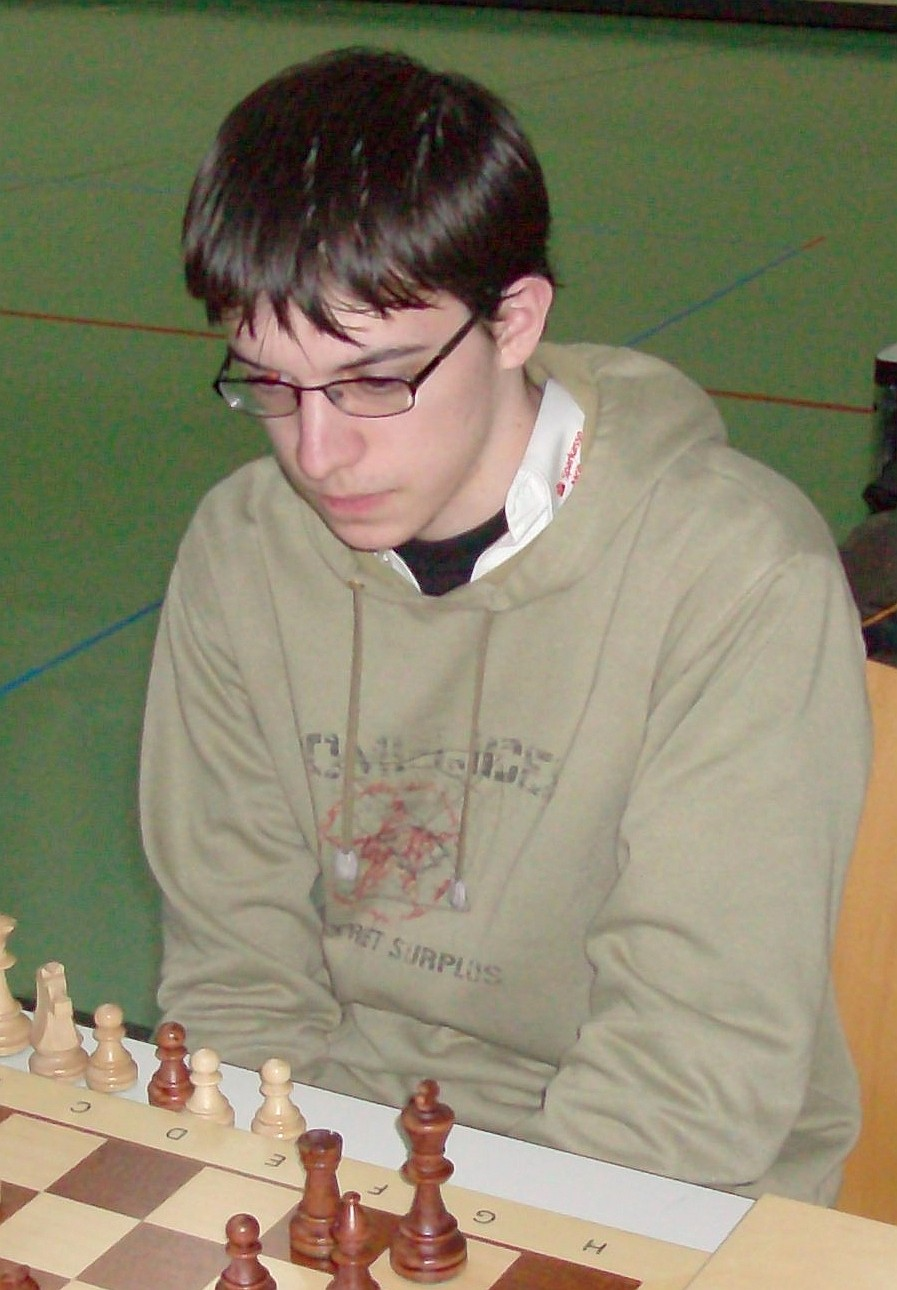
Maxime Vachier-Lagrave nel 2008

Vicecampione francese U-18 a Grand-Bornand, all'età di 12 anni; 2º nel campionato del mondo U-14 di Halkidiki.
2004
Campione francese U-20 a Reims con 8/9, all'età di 13 anni; 3º nel campionato di Parigi, con 6,5/9, prima norma di GM; 1º nel torneo NAO GM, con una performance Elo di 2605.

### Primi tornei da Grande Maestro
2005
Secondo nel torneo di Évry a febbraio, terza norma di Grande Maestro; 3º nel campionato francese di Chartres.
2006
Quinto nel campionato francese di Besançon;  6º nell'open "Aeroflot" di Mosca, con 6/9.
2007
Secondo-quinto nel torneo di Wijk aan Zee-B, con 8/13;  vince il campionato francese dopo aver battuto Vladislav Tkačëv allo spareggio.

### Super GM a 18 anni
2009
A luglio vince il torneo internazionale di Biel, sezione Grandi Maestri, con 6/10, davanti ad Aleksandr Morozevič e Vasyl' Ivančuk; in novembre vince con 10/13 il Campionato del mondo juniores (under-20) di Puerto Madryn, per spareggio tecnico su Sjarhej Žyhalka.
2010
A dicembre vince a Varsavia il Campionato europeo Blitz.
2012
A ottobre vince a Saint Louis la Spice Cup.; a dicembre vince per la seconda volta il Campionato europeo Blitz.
2013
A luglio vince il torneo internazionale di Biel.
2014
A maggio vince il Campionato italiano di scacchi a squadre con la squadra padovana dell'Obiettivo Risarcimento; a luglio vince il torneo internazionale di Biel.
2015
A luglio vince il torneo internazionale di Biel; a maggio vince per la seconda volta il Campionato italiano di scacchi a squadre con la squadra padovana dell'Obiettivo Risarcimento; in dicembre 1º-3º nel torneo London Chess Classic, battuto negli spareggi rapidi da Magnus Carlsen.

### Dortmund: il primo supertorneo in bacheca

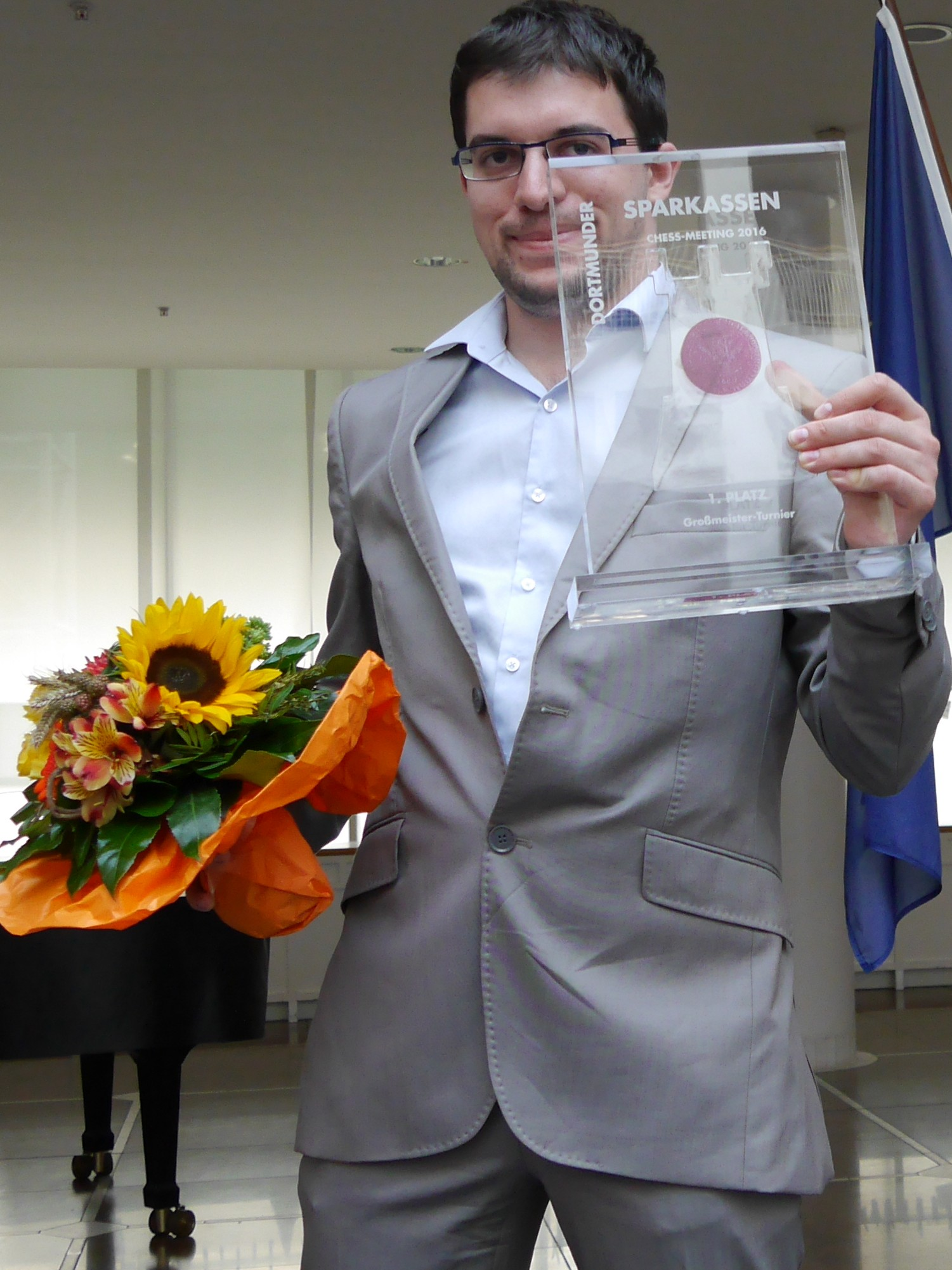
Maxime Vachier-Lagrave vittorioso a Dortmund

Nel 2016 arriva secondo al Gibraltar Chess Festival, battuto agli spareggi rapid da Hikaru Nakamura; a giugno vince con la squadra di Clichy il Campionato francese a squadre (French Team Championships Top 12 2016) giocando in prima scacchiera.
Nel luglio del 2016 vince il torneo Torneo di scacchi di Dortmund con 5,5 punti su 7 disponibili; a luglio durante il Torneo scacchistico internazionale di Biel ha vinto l'incontro Masters Challenge (disputato in partite sia rapide che classiche) per 8.5 - 3.5, che lo ha visto confrontarsi con Pëtr Svidler; a ottobre vince il Corsican Circuit, battendo in finale Viswanathan Anand.
2017
A febbraio vince il 1º FIDE Grand Prix 2017 di Sharjah a pari merito con Aleksandr Griščuk e Şəhriyar Məmmədyarov totalizzando 5.5 punti; in maggio vince il Campionato tedesco a squadre con il OSG Baden-Baden, e quello francese a squadre con il Clichy; agosto vince la quinta edizione della Sinquefield Cup con 6 punti su 9 davanti al Campione del Mondo Magnus Carlsen e al già Campione Viswanathan Anand, entrambi a 5.5 punti; a settembre è arrivato in semifinale della Coppa del Mondo, è riuscito a sconfiggere ed eliminare il tagiko Muhammad Khusenkhojaev, il russo Boris Gračëv, l'americano Aleksandr Lenderman, i russi Aleksandr Griščuk e Pëtr Svidler per poi venir eliminato dall'armeno Lewon Aronyan.
2018
Tra gennaio e febbraio giunge 2º nel Tradewise Gibraltar Chess Festival dopo aver perso la finale degli spareggi rapidi contro Lewon Aronyan. 
In maggio vince ancora il Campionato tedesco a squadre con il OSG Baden-Baden . In settembre vince a Saint Louis (Missouri) il Champions Showdown contro Samuel Shankland, match disputato con la variante Scacchi960, con il punteggio di 17,5-8,5.
In novembre a Shenzhen vince la seconda edizione dello Shenzhen Chess Masters con 5,5 punti su 10, superando per spareggio tecnico Anish Giri e Ding Liren, nello stesso torneo ha battuto quest'ultimo interrompendo la sua striscia record imbattibilità più lunga a 100 partite.
2019
A febbraio disputa a La Roche-sur-Yon un match amichevole contro il Grande Maestro olandese Jorden van Foreest denominato Trophée Napoléon in onore di Napoleone Bonaparte. Costituito da 2 partite blitz, 2 partite di scacchi 960, 1 partita di alla cieca e 2 partite giocate obbligatoriamente con l'apertura Napoleone, l'incontro ha visto prevalere il francese per 4½-2½. In maggio a Abidjan in Costa d'Avorio giunge secondo a pari merito con Hikaru Nakamura nella prima tappa del Grand Chess Tour 2019. È stato un evento a cadenza rapid e blitz che lo ha visto chiudere a 23 su 36, tre punti e mezzo di svantaggio sul vincitore Magnus Carlsen. Il risultato gli dà 9 punti nel Tour. In giugno a Stavanger giunge 8º nel supertorneo Altibox Norway Chess dopo aver vinto con 7,5 punti su 9 l'evento blitz introduttivo che sostituisce il normale sorteggio. Tra settembre e ottobre giunge 3º nella Coppa del Mondo battendo nella finalina il cinese Yu Yangyi per 4-2 dopo gli spareggi rapid.
2025
In giugno vince il Campionato Mondiale blitz per Club con il WR Chess Team. 

### Il caso Candidati
Alla fine del 2019 Vachier-Lagrave suscitò l'attenzione dell'opinione pubblica scacchistica. Il giocatore francese non era riuscito a ottenere la qualificazione al Torneo dei candidati 2020-2021 per un soffio: era arrivato terzo al Fide Grand Prix 2019, terzo alla Coppa del Mondo del 2019 e secondo nella classifica elo dell'anno solare, ma poteva ancora accedere al torneo con la wildcard. Tuttavia l'organizzatore, al quale per regolamento spettava la decisione finale, decise di invitare un altro giocatore della federazione russa, il giovane grande maestro russo Kirill Alekseenko, nonostante fossero già qualificati ai Candidati anche i suoi connazionali Jan Nepomnjaščij e Aleksandr Griščuk. Anch'egli infatti rientrava nei criteri di qualificazione tramite la wildcard messa a disposizione dalla FIDE.
La decisione dell'organizzatore suscitò alcune polemiche, che puntavano il dito sulla federazione russa di scacchi, mentre Vachier-Lagrave scrisse una lettera aperta a quest'ultima, che però non sortì alcun effetto. Malgrado questa vicenda, circa due mesi dopo il giocatore francese riuscì a prendere parte al Torneo dei candidati soltanto a causa delle polemiche nate tra l'azero Teymur Rəcəbov (che si era qualificato vincendo la Coppa del Mondo 2019) e la FIDE sulle misure intraprese dalla federazione internazionale per garantire la salute dei partecipanti dopo lo scoppio della Pandemia di COVID-19. La rinuncia del grande maestro azero alla partecipazione al torneo, fece prendere in considerazione l'invito al torneo di Vachier-Lagrave, che aveva la media elo più alta tra tutti coloro che erano rimasti esclusi dal campionato mondiale.
Alla fine del girone d'andata del Torneo dei Candidati a Ekaterinburg, Vachier-Lagrave guidava sorprendentemente la classifica con 4,5 punti, a pari merito con Jan Nepomnjaščij, ma il torneo venne interrotto il 26 marzo 2020 a causa delle misure adottate dal governo russo contro il COVID-19, che con l'aggravarsi della situazione epidemica nel paese erano diventate più serrate.

### Da un girone all'altro dei Candidati
Dopo lo scoppio della pandemia di COVID-19 Vachier-Lagrave torna a giocare a tavolino nel settembre del 2020, durante l'edizione speciale della Bundesliga a sole 8 squadre, vinta con il club dell'OSG Baden-Baden.
Nel 2021 in gennaio partecipa alla 83ª edizione del Tata Steel, ma chiude con un deludente penultimo posto, in marzo partecipa al Magnus Carlsen Invitational 2021, torneo rapid online, dove viene eliminato ai quarti di finale dal vincitore del torneo Anish Giri. In aprile viene completato il Torneo dei candidati, che il francese chiude al 2º posto con 8 su 14, ½ in meno del vincitore Jan Nepomnjaščij.

### Campione del mondo lampo
Nel luglio del 2021 partecipa alla Coppa del Mondo di Soči, dove viene eliminato agli ottavi di finale agli spareggi blitz dal russo Sergej Karjakin, già sfidante di Magnus Carlsen per il titolo mondiale, con il punteggio finale di 2,5 a 3,5.
In agosto torna a vincere, conquistando per la seconda volta la Sinquefield Cup a Saint Louis con il punteggio di 6 su 9, distanziando di mezzo punto i due statunitensi Fabiano Caruana e Wesley So. Per il francese sarà la quarta vittoria in carriera di un supertorneo.
In dicembre si classifica al primo posto al Campionato del mondo lampo a pari merito con il connazionale ʿAlīreżā Firūzjāh e il polacco Jan-Krzysztof Duda, vincitore della Coppa del Mondo di luglio-agosto. Per regolamento Vachier-Lagrave deve affrontare Duda nello spareggio lampo, avendo entrambi un Buchholz migliore del franco-iraniano. Il primo mini-match di spareggio finisce in parità con due patte in entrambe le partite, mentre la terza partita, uno spareggio secco, vede la vittoria del francese con i pezzi bianchi, vittoria che lo laurea campione del mondo della disciplina.

## Stile di gioco
Giocatore votato all'attacco, è un grande esperto della siciliana Najdorf e della difesa Grünfeld, che gioca rispettivamente contro 1.e4 e contro 1.d4.

## Statistiche

### Olimpiadi degli scacchi
Tra il 2006 e il 2016 ha partecipato alle Olimpiadi degli scacchi sempre in 1ª scacchiera, ottenendo il risultato di 18 vittorie, 37 patte e 6 sconfitte.

### Elo e ranking
Ha raggiunto il massimo rating FIDE nell'agosto 2016 con 2819 punti Elo (2º al mondo e 1º in Francia).

## Alcune partite notevoli
- Sergej Karjakin - Vachier Lagrave, Wch U-10 Oropesa del Mar 2000, Siciliana dragone B39, 0-1, su chessgames.com.
- Anthony Kosten - Vachier Lagrave, Camp. francese 2005, partita indiana A48, 0-1, su chessgames.com.
- Arkadi Naiditsch - Vachier Lagrave, Aeroflot open 2006, Siciliana Najdorf B96, 0-1, su chessgames.com.
- Vachier Lagrave - Wang Yue, Lausanne Young Masters 2006, Siciliana B30, 1-0, su chessgames.com.
- Vachier Lagrave - Viktor Bologan, Wijk aan Zee-B 2007, Caro-Kann B12, 1-0, su chessgames.com.
- Igor Miladinović - Vachier Lagrave, Campionato europeo 2008, Trompowski A45, 0-1, su chessgames.com.